# Galeria de arte
Galeria de arte é um espaço arquitetônico que expõe e comercializa adequadamente as obras de arte. Os espaços são definidos para proporcionarem segurança e uma correta apreciação dos objetos expostos, levando em consideração o posicionamento, iluminação e possibilidade de distanciamento e circulação do espectador. A estes espaços são destinados pinturas, esculturas, instalações e todas as formas de expressão das artes visuais.
As galerias de arte podem fazer parte de museus de arte como um de seus equipamentos ou departamentos, e também, de forma independente de instituições, podem se constituir como estabelecimentos privados de comércio de obras e neste caso muitas vezes podem não possuir um acervo permanente próprio. Contudo, seguindo antiga tradição muitos museus de arte também se denominam galerias, como a Gemäldegalerie da Alemanha e a Galeria Nacional da Escócia.